# Шушуново
Шушуново (рос. Шушуново) — присілок в Мещовському районі Калузької області Російської Федерації.
Населення становить 56 осіб. Входить до складу муніципального утворення Місто Мещовськ.

## Історія
Від 2004 року входить до складу муніципального утворення Місто Мещовськ.

## Географія
Село знаходиться в центральній частині Калузької області, в зоні хвойно-широколистяних лісів  , в межах Барятинсько-Сухиничської рівнини  , на правому березі річки Туреї , на відстані приблизно 0,5 кілометра (пряма) на північний схід від міста Мещовська , адміністративного центру району. Абсолютна висота - 195 метрів над рівнем моря .

### Клімат
Клімат характеризується як помірно континентальний, з теплим літом та помірно морозною сніжною зимою. Середньорічна багаторічна температура повітря становить 4-4,6 °С. Середня температура повітря найтеплішого місяця (липня) - 17,8 ° C (абсолютний максимум - 39 ° C); найхолоднішого (січня) - -8,9 ° C (абсолютний мінімум - -48 ° C).

### Часовий пояс
Присілок Шушунове, як і вся Калузька область, знаходиться у часовій зоні МСК ( московський час ). Зміщення застосовуваного часу щодо UTC становить +3:00

## Населення
| 2002 | 2010 |
| ---- | ---- |
| 31   | ↗56  |